# Мпото
Мпо́то (вампото, альтернативна назва — ньяса / Nyasa) — народ групи банту в Танзанії.
Проживають на північно-східному узбережжі озера Ньяса у південній Танзанії, адміністративно це район Мбінґа регіону Рувума. 
Станом на 2009 рік представників народу мпото — 72 800 осіб. 
Розмовляють мовою кімпото (чімпото), що є писемною (на основі латинки). Біблію уривками перекладено в 2016 році. Люди мпото використовують також мову сусідів — матенго. 
За релігією представники народу мпото є християнами, також зберігають традиційні вірування.